# ザ・ホークス ハワード・ヒューズを売った男
『ザ・ホークス ハワード・ヒューズを売った男』（ザ・ホークス ハワード・ヒューズをうったおとこ、The Hoax）は2006年のアメリカ合衆国の犯罪映画。監督はラッセ・ハルストレム、出演はリチャード・ギアとアルフレッド・モリーナなど。
1970年代初頭に、大富豪ハワード・ヒューズの自伝を捏造して金をだまし取るという詐欺事件を起こした作家クリフォード・アーヴィングが、事件の顛末を自らまとめた回顧録『ザ・ホークス 世界を騙した世紀の詐欺事件』を原作としている。

## ストーリー
1971年ニューヨーク。売れない作家クリフォード・アーヴィング(リチャード・ギア)は、新作を出版社に売り込んでは却下される日々を送っていた。ある日、マグロウヒル出版のアンドレア(ホープ・デイヴィス)に、今世紀最大の作品を持ってくると言ってしまい窮地に立たされるアーヴィングだったが、変わり者で隠遁生活を送っている有名な大富豪ハワード・ヒューズのニセ自伝を書くことを思いつく。実際に彼に会ったことのある人間はほとんどおらず、表舞台にも出てこない。早速、ヒューズの筆跡をまねた依頼の手紙を手に、アーヴィングはマグロウヒル社に乗りこみ、筆跡鑑定で本物と出たことで話を進めていく。並行してアーヴィングの親友でリサーチの腕があるディック・サスキンド(アルフレッド・モリナ)と共にヒューズの情報収集に走る。アーヴィングはウソを散りばめた巧みな話術で、マグロウヒル社会長のシェルトン(スタンリー・トゥッチ)らを説得、ついにヒューズの分と合わせて110万ドルの報酬を得ることに成功する。ヒューズ名義の小切手は、アーヴィングの妻エディス(マーシャ・ゲイ・ハーデン)が偽名でスイスに口座を作り換金する。同じ頃、アーヴィングの家に段ボール箱が届く。中身はニクソンらに対してヒューズが渡したワイロなどの記述だった。だが、ヒューズの顧問弁護士から抗議があったことで、アーヴィングのウソは少しずつほころびを見せていく。一方、ヒューズの自伝の話はホワイトハウスにも届いていた。資金提供などの情報が漏れることを恐れたニクソン陣営は、民主党本部が本を手にしているかを偵察させる。これが後の“ウォーターゲート事件”である。そんな中、アーヴィングはエディスから家を出ていくと告げられ、別れたはずの愛人ニーナ・ヴァン・パラント(ジュリー・デルピー)との復縁について聞かれた彼は、妻を繋ぎとめるためここでもウソをつく。ウソにまみれた彼の精神は異常を示し始め、アーヴィングは自分がハワード・ヒューズそのものであるかのような錯覚に陥っていく。

## キャスト
※括弧内は日本語吹替
- クリフォード・アーヴィング: リチャード・ギア（大塚智則） - 売れない作家。
- ディック・サスキンド（英語版）: アルフレッド・モリーナ（高橋珍年） - 調査員。アーヴィングの相棒。
- エディス・アーヴィング: マーシャ・ゲイ・ハーデン（柊城えり） - アーヴィングの妻。
- アンドレア・テイト: ホープ・デイヴィス（志摩淳） - マグロウヒル出版の編集者。
- ニーナ・ヴァン・パラント（英語版）: ジュリー・デルピー（大石育美） - アーヴィングの愛人。
- シェルトン・フィッシャー: スタンリー・トゥッチ - マグロウヒル社会長（親会社社長）。
- ノア・ディートリッヒ（英語版）: イーライ・ウォラック - ハワード・ヒューズの元側近。

## 作品の評価
Rotten Tomatoesによれば、批評家の一致した見解は「『ザ・ホークス ハワード・ヒューズを売った男』は、むらなく優れた演技とラッセ・ハルストレムのキビキビした演出のおかげで、非常に魅力的な映画である。」であり、154件の評論のうち高評価は86%にあたる132件で、平均点は10点満点中7.20点となっている。
Metacriticによれば、37件の評論のうち、高評価は31件、賛否混在は5件、低評価は1件で、平均点は100点満点中70点となっている。